# Vasilij Buzunov
Vasilij Gavrilovič Buzunov (4. února 1928 Krasnojarsk – 18. února 2004 Romanovka) byl ruský fotbalista. 2× se stal králem střelců sovětské ligy.

## Hráčská kariéra
Buzunov hrál za Dinamo Krasnojarsk, ODO Irkutsk, ODO Sverdlovsk, CSKA Moskva, MVO Moskva, Dinamo Moskva a Volgu Kalinin. V letech 1959 a 1960 byl v sovětské armádě na území NDR. V letech 1956 a 1957 byl králem střelců sovětské ligy.

## Úspěchy
- Sovětský pohár: 1953 (Dinamo)
- Král střelců sovětské ligy: 1956 (17 gólů - Sverdlovsk), 1957 (16 gólů - CSKA)